# Cincinnati Open (doppio maschile)
Questo è un elenco delle finali del singolare maschile del Cincinnati Open. 
Albo d'oro tratto dal libro From Club Court to Center Court.
| Anno | Vincitori                                       | Finalisti                                       | Punteggio                                       |
| ---- | ----------------------------------------------- | ----------------------------------------------- | ----------------------------------------------- |
| 1899 | Burton Hollister Nat Emerson (1)                | C.D.W. Halsey L.H. Turner                       | 2–6, 6–4, 6–4, 6–3                              |
| 1900 | Fred Alexander (1) Raymond Little (1)           | Nat C. Emerson Ernest Diehl                     | 6–1, 6–4, 6–3                                   |
| 1901 | Fred Alexander (2) Raymond Little (2)           | Kreigh Collins Louis Harold Waidner             | 6–4, 6–3, 6–4                                   |
| 1902 | Nat C. Emerson (2) Ernest Diehl (1)             | Royal Miller Lincoln Mitchell                   | 3–6, 4–6, 7–5, 6–4, 6–3                         |
| 1903 | Nat C. Emerson (3) Ernest Diehl (2)             | Kreigh Collins Louis Harold Waidner             | 2–6, 7–5, 6–2, 6–3                              |
| 1904 | Robert LeRoy (1) Raymond Little (3)             | Beals Wright Edgar Leonard                      | 6–2, 6–2, 6–4                                   |
| 1905 | Robert LeRoy (2) Raymond Little (4)             | Nat Emerson Robert Mitchell                     | 6–4, 6–2, 6–4                                   |
| 1906 | Karl Behr Raymond Little (5)                    | William P. Hunt Trux Emerson                    | 6–4, 8–6, 6–3                                   |
| 1907 | Nat Emerson (4) Raymond Little (6)              | Robert LeRoy Irving Christian Wright            | 5–7, 7–5, 3–6, 6–2, 6–2                         |
| 1908 | Nat Emerson (5) William Hunt                    | Nelson Peebles William Hopple                   | 6–3, 6–2, 1–6, 6–3                              |
| 1909 | Richard H. Palmer (1) Carlton R. Gardner        | H. Trux Emerson Reuben Holden                   | 3–6, 6–3, 6–4, 6–0                              |
| 1910 | Richard H. Palmer (2) Wallace Johnson           | Richard Bishop Arthur Sweetser                  | 8–6, 6–4, 4–6, 6–8, 6–3                         |
| 1911 | Richard Bishop Henry C. Johnson                 | Richard Palmer Wallace Johnson                  | 6–8, 6–2, 6–2, 6–1                              |
| 1912 | Trux Emerson (1) R.A. Holden (1)                | Cliff Lockhorn Billy Hopple                     | 6–3, 8–6, 6–3                                   |
| 1913 | William McEllory Joseph J. Armstrong            | William Hopple Cliff Lockhorn                   | 6–4, 10–8, 4–6, 6–4                             |
| 1914 | J.C. Mackrell Cullen Thomas                     | Garvin Brown Robert Failey                      | 6–1, 6–0, 6–2                                   |
| 1915 | William Johnston (1) Clarence Griffin (1)       | R. A. Holden H. Trux Emerson                    | 8–6, 5–7, 6–1, 6–4                              |
| 1916 | William Johnston (2) Clarence Griffin (2)       | Willis Davis Dean Mathey                        | 8–6, 5–7, 6–2, 5–7, 8–6                         |
| 1917 | Albrecht Kipp John Hennessey (1)                | Fritz Bastian Myron Kohn                        | 3–6, 0–6, 6–0, 6–2, 6–3                         |
| 1918 | Torneo non disputato                            | Torneo non disputato                            | Torneo non disputato                            |
| 1919 | Paul Vories Alfred Weller                       | Fritz Bastian Albrecht Kipp                     | 6–4, 2–6, 3–6, 6–2, 8–6                         |
| 1920 | John Hennessey (2) Fritz Bastian                | Walter Westbrook Kenneth Simmons                | 6–3, 6–4, 2–6, 5–7, 6–2                         |
| 1921 | Torneo non disputato                            | Torneo non disputato                            | Torneo non disputato                            |
| 1922 | Trux Emerson (2) R.A. Holden (2)                | Paul Kunkel Ray Kunkel                          |                                                 |
| 1923 | Howard Cordes Louis Kuhler                      | Edwin Haupt Sidney Newman                       | 6–3, 6–2, 6–4                                   |
| 1924 | George Lott (1) Jack Harris                     | Charles Garland Paul Kunkel                     | 6–3, 7–9, 6–4, 6–3                              |
| 1925 | George Lott (2) Thomas McGlinn                  | Reuben Holden H. Truxton Emerson                | 6–4, 3–6, 6–1, 4–6, 6–1                         |
| 1926 | Francisco Aragon Guillermo Aragon               | Paul Kunkel Ray Kunkel                          | 6–2, 1–6, 14–12, 6–1                            |
| 1927 | Paul Kunkel Raymond J. Kunkel                   | George Lott Thomas Johnson                      | 7–5, 7–5, 6–2                                   |
| 1928 | John Barr James Quick                           | Bruce Barnes Karl Kamrath                       | 3–6, 7–9, 6–1, 9–7, 6–2                         |
| 1929 | Herbert Bowman Emmett Paré                      | George Jennings Fred Royer                      | 4–6, 6–2, 6–2, 6–8, 6–4                         |
| 1930 | Cliff Sutter Maurice Bayon                      | George Jennings Wilbur Braudt                   | 3–6, 6–3, 6–2, 6–2                              |
| 1931 | Bruce Barnes Karl Kamrath                       | Cliff Sutter Maurice Bayon                      | 6–3, 6–0, 2–6, 6–3                              |
| 1932 | Fred Mercur (1) J. Gilbert Hall                 | Cranston Holman Reuben Holden                   | 6–4, 6–0, 6–3                                   |
| 1933 | Bryan Grant (1) Frank Mercur (2)                | Robert Bryan John McDiarmid                     | 2–6, 7–5, 7–5 12–14, 6–4                        |
| 1934 | Marcel Rainville Walter Martin                  | Karl Kamrath Henry Prusoff                      | sospesa per pioggia                             |
| 1935 | Torneo sospeso a causa della Grande depressione | Torneo sospeso a causa della Grande depressione | Torneo sospeso a causa della Grande depressione |
| 1936 | John McDiarmid (1) Eugene McCauliff (1)         | Bobby Riggs Wayne Sabin                         | 6–3, 6–3, 7–5                                   |
| 1937 | John McDiarmid (2) Eugene McCauliff (2)         | William Hardie George Pero                      | 6–1, 6–2, 6–4                                   |
| 1938 | Bobby Riggs (1) Charles Hare (1)                | Ted Olewine Ronald Lubin                        | 6–1, 6–1, 6–1                                   |
| 1939 | Bryan Grant (2) Ed Alloo                        | Frank Parker Ted Olewine                        | 6–4, 6–3, 6–4                                   |
| 1940 | Bobby Riggs (2) Charles Hare (2)                | Ronald Lubin Frank Froehling                    | 6–4, 8–6, 6–4                                   |
| 1941 | Frank Parker Gene Mako                          | William Talbert Ed Alloo                        | 6–2, 6–3                                        |
| 1942 | Pancho Segura (1) Fred Kovaleski                | J. Gilbert Hall Alejo Russell                   | 6–2, 6–1                                        |
| 1943 | William Talbert (1) Alvin Bunis                 | Seymour Greenberg Joe Scherr                    | 6–4, 6–2                                        |
| 1944 | Pancho Segura (2) William Talbert (2)           | Clyde Taylor Chalmers Ratliff                   | 6–0, 6–0                                        |
| 1945 | William Talbert (3) Hal Surface                 | Sarah Palfrey Cooke Elwood Cooke                | 6–2, 6–2                                        |
| 1946 | Norman Brooks Nick Carter                       | George Ball Glenn Gardner                       | 6–4, 6–1                                        |
| 1947 | William Talbert (4) Morey Lewis                 | George Pero Richard Hart                        | 6–4, 6–4                                        |
| 1948 | Pancho Gonzales Irvin Dorfman                   | Herbert Behrens Gardner Larned                  | w/o                                             |
| 1949 | Tony Trabert (1) Andy Paton                     | Gil Shea Arnold Saul                            | 6–4, 10–12, 6–0                                 |
| 1950 | Hamilton Richardson (1) George Richards         | Gilbert Bogley Charles DeVoe                    | 7–5, 6–3                                        |
| 1951 | William Talbert (5) Tony Trabert (2)            | Hugh Stewart Grant Golden                       | 6–4, 6–1                                        |
| 1952 | Noel Brown Hugh Stewart                         | Francisco Contreras Sam Giammalva               | 6–3, 6–4, 6–3                                   |
| 1953 | Tony Trabert (3) Ham Richardson (2)             | Ed Kauder Robin Willner                         | 6–1, 6–2                                        |
| 1954 | Straight Clark William Talbert (6)              | Al Harum Ed Rubinoff                            | 6–3, 6–2, 6–0                                   |
| 1955 | Bernard Bartzen (1) Tony Trabert (4)            | Barry MacKay Hal Burrows                        |                                                 |
| 1956 | Bernard Bartzen (2) Grant Golden (1)            | Reynaldo Garrido Johann Kupferburger            | 6–3, 6–4                                        |
| 1957 | Grant Golden (2) Bill Quillian                  | Art Andrews Crawford Henry                      | 6–3, 6–4                                        |
| 1958 | Bernard Bartzen (3) Grant Golden (3)            | Sam Giammalva Alex Olmedo                       | 6–3, 6–4                                        |
| 1959 | John Powless John Skogstad                      | Whitney Reed Grant Golden                       | 2–6, 6–4, 8–6                                   |
| 1960 | Jon Douglas John Cranston                       | Bill Bond Rudy Hernando                         | 7–5, 10–8                                       |
| 1961 | Ramsey Earnhart Marty Riessen (1)               | Bill Hoogs Jim McManus                          | 7–5, 9–7                                        |
| 1962 | Bill Hoogs Jim McManus                          | Frank Froehling Butch Newman                    | 8–6, 6–1                                        |
| 1963 | Marty Riessen (2) Clark Graebner                | Jerry Moss Norman Perry                         | 6–4, 6–3                                        |
| 1964 | Butch Newman Andy Lloyd                         | Mickey Schad Jackie Cooper                      | 4–6, 6–2, 6–1                                   |
| 1965 | Dave Power John Pickins                         | Herbert Fitzgibbon Butch Newman                 | 6–1, 6–2                                        |
| 1966 | Jaime Fillol Joaquín Loyo-Mayo                  | Bob Potthast Dick Leach                         | 6–4, 6–4                                        |
| 1967 | William Brown (1) Jasjit Singh                  | Richard Knight Tom Gorman                       | 6–1, 9–7                                        |
| 1968 | Ron Goldman William Brown (2)                   | Joaquín Loyo-Mayo Jaime Fillol                  | 10–8, 6–3                                       |
| 1969 | Bob Lutz Stan Smith (1)                         | Arthur Ashe Charlie Pasarell                    | 6–3, 6–4                                        |
| 1970 | Ilie Năstase (1) Ion Țiriac                     | Bob Hewitt Frew McMillan                        | 6–3, 6–4                                        |
| 1971 | Stan Smith (2) Erik Van Dillen (1)              | Sandy Mayer Roscoe Tanner                       | 6–4, 6–4                                        |
| 1972 | Bob Hewitt Frew McMillan                        | Paul Gerken Humphrey Hose                       | 7–6, 6–4                                        |
| 1973 | John Alexander (1) Phil Dent (1)                | Brian Gottfried Raúl Ramírez                    | 1–6, 7–6, 7–6                                   |
| 1974 | Dick Dell Sherwood Stewart                      | James Delaney John Whitlinger                   | 4–6, 7–6, 6–2                                   |
| 1975 | Phil Dent (2) Cliff Drysdale                    | Marcelo Lara Joaquín Loyo-Mayo                  | 7–6, 6–4                                        |
| 1976 | Stan Smith (3) Erik Van Dillen (2)              | Eddie Dibbs Harold Solomon                      | 6–1, 6–1                                        |
| 1977 | John Alexander (2) Phil Dent (3)                | Bob Hewitt Roscoe Tanner                        | 6–3, 7–6                                        |
| 1978 | Gene Mayer Raúl Ramírez                         | Ismail El Shafei Brian Fairlie                  | 6–3, 6–3                                        |
| 1979 | Brian Gottfried Ilie Năstase (2)                | Bob Lutz Stan Smith                             | 1–6, 6–3, 7–6                                   |
| 1980 | Bruce Manson Brian Teacher                      | Wojciech Fibak Ivan Lendl                       | 6–7, 7–5, 6–4                                   |
| 1981 | John McEnroe (1) Ferdi Taygan                   | Bob Lutz Stan Smith                             | 7–6, 6–3                                        |
| 1982 | Peter Fleming John McEnroe (2)                  | Steve Denton Mark Edmondson                     | 6–2, 6–3                                        |
| 1983 | Victor Amaya Tim Gullikson                      | Carlos Kirmayr Cássio Motta                     | 6–4, 6–3                                        |
| 1984 | Francisco González Matt Mitchell                | Sandy Mayer Balázs Taróczy                      | 4–6, 6–3, 7–6(4)                                |
| 1985 | Stefan Edberg Anders Järryd                     | Joakim Nyström Mats Wilander                    | 4–6, 6–2, 6–3                                   |
| 1986 | Mark Kratzmann (1) Kim Warwick                  | Christo Steyn Danie Visser                      | 6–3, 6–4                                        |
| 1987 | Ken Flach (1) Robert Seguso (1)                 | Steve Denton John Fitzgerald                    | 7–5, 6–3                                        |
| 1988 | Rick Leach Jim Pugh                             | Jim Grabb Patrick McEnroe                       | 6–2, 6–4                                        |
| 1989 | Ken Flach (2) Robert Seguso (2)                 | Pieter Aldrich Danie Visser                     | 6–4, 6–4                                        |
| 1990 | Darren Cahill Mark Kratzmann (2)                | Neil Broad Gary Muller                          | 7–6(8), 6–2                                     |
| 1991 | Ken Flach (3) Robert Seguso (3)                 | Grant Connell Glenn Michibata                   | 6(3)–7, 6–4, 7–5                                |
| 1992 | Todd Woodbridge (1) Mark Woodforde (1)          | Patrick McEnroe Jonathan Stark                  | 6–3, 1–6, 6–3                                   |
| 1993 | Andre Agassi Petr Korda                         | Stefan Edberg Henrik Holm                       | 7–6(4), 6–4                                     |
| 1994 | Alex O'Brien Sandon Stolle                      | Wayne Ferreira Mark Kratzmann                   | 6(4)–7, 6–3, 6–2                                |
| 1995 | Todd Woodbridge (2) Mark Woodforde (2)          | Mark Knowles Daniel Nestor                      | 6–2, 3–0 ritirati                               |
| 1996 | Mark Knowles (1) Daniel Nestor (1)              | Sandon Stolle Cyril Suk                         | 3–6, 6–3, 6–4                                   |
| 1997 | Todd Woodbridge (3) Mark Woodforde (3)          | Mark Philippoussis Patrick Rafter               | 7–6(6), 4–6, 6–4                                |
| 1998 | Mark Knowles (2) Daniel Nestor (2)              | Olivier Delaître Fabrice Santoro                | 6–1, 2–1 ritirati                               |
| 1999 | Byron Black Jonas Björkman (1)                  | Todd Woodbridge Mark Woodforde                  | 6–3, 7–6(6)                                     |
| 2000 | Todd Woodbridge (4) Mark Woodforde (4)          | Ellis Ferreira Rick Leach                       | 7–6(6), 6–4                                     |
| 2001 | Mahesh Bhupathi (1) Leander Paes (1)            | Martin Damm David Prinosil                      | 7–6(3), 6–3                                     |
| 2002 | James Blake Todd Martin                         | Mahesh Bhupathi Maks Mirny                      | 7–5, 6–3                                        |
| 2003 | Bob Bryan (1) Mike Bryan (1)                    | Wayne Arthurs Paul Hanley                       | 7–5, 7–6(5)                                     |
| 2004 | Mark Knowles (3) Daniel Nestor (3)              | Jonas Björkman Todd Woodbridge                  | 6–2, 3–6, 6–3                                   |
| 2005 | Jonas Björkman (2) Maks Mirny (1)               | Wayne Black Kevin Ullyett                       | 7–6(3), 6–2                                     |
| 2006 | Jonas Björkman (3) Maks Mirny (2)               | Bob Bryan Mike Bryan                            | 3–6, 6–3, [10–7]                                |
| 2007 | Jonathan Erlich Andy Ram                        | Bob Bryan Mike Bryan                            | 4–6, 6–3, [13–11]                               |
| 2008 | Bob Bryan (2) Mike Bryan (2)                    | Jonathan Erlich Andy Ram                        | 4–6, 7–6(2), [10–7]                             |
| 2009 | Daniel Nestor (4) Nenad Zimonjić                | Bob Bryan Mike Bryan                            | 3–6, 7–6(2), [15–13]                            |
| 2010 | Bob Bryan (3) Mike Bryan (3)                    | Mahesh Bhupathi Maks Mirny                      | 6–3, 6–4                                        |
| 2011 | Mahesh Bhupathi (2) Leander Paes (2)            | Michaël Llodra Nenad Zimonjić                   | 7–6(4), 7–6(2)                                  |
| 2012 | Robert Lindstedt Horia Tecău                    | Mahesh Bhupathi Rohan Bopanna                   | 6–4, 6–4                                        |
| 2013 | Bob Bryan (4) Mike Bryan (4)                    | Marcel Granollers Marc López                    | 6–4, 4–6, [10–4]                                |
| 2014 | Bob Bryan (5) Mike Bryan (5)                    | Vasek Pospisil Jack Sock                        | 6–3, 6–2                                        |
| 2015 | Daniel Nestor (5) Édouard Roger-Vasselin        | Marcin Matkowski Nenad Zimonjić                 | 6–2, 6–2                                        |
| 2016 | Ivan Dodig (1) Marcelo Melo                     | Jean-Julien Rojer Horia Tecău                   | 7–6(5), 6(5)–7, [10–6]                          |
| 2017 | Pierre-Hugues Herbert Nicolas Mahut             | Jamie Murray Bruno Soares                       | 7–6(6), 6–4                                     |
| 2018 | Jamie Murray Bruno Soares                       | Juan Sebastián Cabal Robert Farah               | 4–6, 6–3, [10–6]                                |
| 2019 | Ivan Dodig (2) Filip Polášek                    | Juan Sebastián Cabal Robert Farah               | 4–6, 6–4, [10–6]                                |
| 2020 | Pablo Carreño Busta Alex de Minaur              | Jamie Murray Neal Skupski                       | 6–2, 7–5                                        |
| 2021 | Marcel Granollers Horacio Zeballos              | Steven Johnson Austin Krajicek                  | 7–6(5), 7–6(5)                                  |
| 2022 | Rajeev Ram Joe Salisbury                        | Tim Pütz Michael Venus                          | 7–6(4), 7–6(5)                                  |
| 2023 | Máximo González Andrés Molteni                  | Jamie Murray Michael Venus                      | 3–6, 6–1, [11–9]                                |
| 2024 | Marcelo Arévalo Mate Pavić                      | Mackenzie McDonald Alex Michelsen               | 6–2, 6–4                                        |